# 梅薩迪卡巴洛 (亞利桑那州)
梅薩迪卡布洛（英語：Mesa del Caballo）是位於美國亞利桑那州希拉縣的一個人口普查指定地區。根據2010年美國人口普查，該地人口為765人，而該地的面積約為0.82平方千米。

## 地理
梅薩迪卡布洛的座標為34°17′08″N 111°17′39″W / 34.28556°N 111.29417°W，而該地最高點為海拔高度1580米（即5170英尺）。